# Чайниче (община)
Чайниче (на сръбски: Општина Чајниче) е община, разположена в Република Сръбска, част от Босна и Херцеговина. Неин административен център е град Чайниче. Общата площ на общината е 274.60 км2. Населението ѝ през 2004 година е 5311 души.